# Batu Lambang
Batu Lambang is een bestuurslaag in het regentschap Bengkulu Selatan van de provincie Bengkulu, Indonesië. Batu Lambang telt 1053 inwoners (volkstelling 2010).